# خوسيه رامون مارتيل لوبيز
خوسيه رامون مارتيل لوبيز هو سياسي مكسيكي، ولد في 10 يناير 1955 في مدينة سان لويس بوتوسي في المكسيك. نشط حزبياً في الحزب الثوري المؤسساتي. وقد انتخب عضو مجلس النواب المكسيك ‏.